# The Grand Budapest Hotel
The Grand Budapest Hotel er en drama-komedie fra 2014 skrevet og instrueret af Wes Anderson og inspireret af Stefan Zweigs forfatterskab.
Filmen handler om en concierge, spillet af Ralph Fiennes, som bliver uskyldigt anklaget for mord og efterfølgende får hjælp af en ansat på hotellet for at bevise sin uskyld. The Grand Budapest Hotel er indspillet i Tyskland, mest i Görlitz.

## Udvalgt rolleliste
- Ralph Fiennes - M. Gustave H.[7][8]
- Tony Revolori - Zero Moustafa som ung[8]
- Adrien Brody - Dmitri Desgoffe-und-Taxis[8][9]
- Willem Dafoe - J.G. Jopling[8][9]
- Jeff Goldblum - Deputy Vilmos Kovacs[8][9]
- Saoirse Ronan - Agatha[8][10]
- Edward Norton - Inspector Henckels[8][9]
- F. Murray Abraham - Zero Moustafa som gammel[8][9]
- Mathieu Amalric - Serge X.[8]
- Jude Law - Forfatteren som ung[8][9]
- Harvey Keitel - Ludwig[8][9]
- Bill Murray - M. Ivan[8][9]
- Léa Seydoux - Clotilde[8][11]
- Jason Schwartzman - Monsieur Jean[8][9]
- Tilda Swinton - M. Céline Villeneuve Desgoffe-und-Taxis (Madame D.)[8][9]
- Tom Wilkinson - Forfatteren som gammel[8][12]
- Owen Wilson - M. Chuck[8][9]
- Bob Balaban - M. Martin[12]